# Caracremada (pel·lícula)
Caracremada és una pel·lícula catalana de 2010 dirigida per Lluís Galter que retrata la intensa vida del maquis català Ramon Vila i Capdevila, conegut amb el sobrenom de Caracremada (1908-1963). Es tracta de l'òpera prima del seu director i guionista.
La pel·lícula va ser presentada als festivals de cinema de Venècia i Sant Sebastià el setembre de 2010. Aquell any va obtenir el Premi del Festival Inquiet al millor llargmetratge de ficció. La pel·lícula es va enregistrar en català i es va fer la primera emissió per TV3 el 7 de gener de 2012.

## Argument
Ramon Vila, un maquis a qui la Guàrdia Civil va col·locar el sobrenom de Caracremada, sobreviu als boscos de l'interior de Catalunya fent accions de resistència pel seu compte contra el règim franquista.

## Repartiment
- Lluís Soler: Ramon Vila Capdevila
- Domènec Bautista: Marcel·lí Massana
- Aina Calpe: Danaide
- Andreu Carandell: Espinosa
- Carles Garcia: Barba
- Sebastián Cabello: guàrdia civil 1 / caçador 1
- José Miguel Sánchez: guàrdia civil 2 / caçador 2
- Joan Muntal: Ravachol
- Mariona Perrier: dona arengades
- Jesús Aymerich: pare Danaide
- Clara Haro: Danaide (nena)

Lluís Galter va fer servir actors no professionals per al rodatge de la pel·lícula, a excepció del protagonista.